# Maddalena Fellini
Pour les articles homonymes, voir Fellini.
Maria Maddalena Fellini, née le 7 octobre 1929 à Rimini (Émilie-Romagne) et morte le 21 mai 2004 dans la même ville, est une actrice de cinéma et de télévision italienne.

## Biographie
Sœur cadette du réalisateur Federico Fellini et de l'acteur Riccardo Fellini, elle s'est mariée au médecin Giorgio Fabbri. Dans sa famille, elle était surnommée « Bàgolo », ce qui signifie en dialecte vénitien, « réjouissance » ou « confusion », un terme communément utilisé dans l'expression « far bagolo », qui signifie « faire la fête ». Elle tourne plusieurs films à partir des années 1990, mais elle travaille également avec succès au théâtre et à la télévision.
En 1993, après la mort de Federico, elle a fondé (en collaboration avec la municipalité de Rimini et la région Émilie-Romagne) la Fondation Fellini, mettant à disposition deux étages de la villa familiale, destinés à devenir le musée Fellini. La même année, elle écrit l'ouvrage Storie di una casalinga straripata.
Elle est décédée en 2004 à l'âge de 74 ans après une longue maladie.

## Filmographie
- 1991 : Le Dimanche de préférence (La domenica specialmente), segment La Neige sur le feu (La neve sul fuoco) de Marco Tullio Giordana
- 1991 : L'ispettore Sarti (it), feuilleton de Maurizio Rotundi
- 1992 : Hors saison (Zwischensaison) de Daniel Schmid
- 1993 : Bonus Malus (it) de Vito Zagarrio
- 1994 : A rischio d'amore, téléfilm de Vittorio Nevano
- 1995 : L'Enfant tombée du ciel (it) (Una bambina di troppo) de Damiano Damiani
- 1995 : Viaggi di nozze de Carlo Verdone

## Théâtre
- 1987 : Stal mami de Liliano Faenza

## Publications
- Storie di una casalinga straripata, préface de Tonino Guerra, introduction de Sergio Zavoli, Guaraldi 1992
- A tavola con Federico Fellini. Le grandi ricette della cucina romagnola, Idealibri, 2003